# IC 1805
IC 1805 (туманність Серце) — дифузна туманність у сузір'ї Кассіопея.
Цей об'єкт міститься в оригінальній редакції індексного каталогу.